# Långtjärnen (Delsbo socken, Hälsingland)
Långtjärnen är en sjö i Hudiksvalls kommun i Hälsingland och ingår i Nianåns huvudavrinningsområde. Sjön är 3 meter djup, har en yta på 0,039 kvadratkilometer och befinner sig 243 meter över havet. Vid provfiske har abborre och gädda fångats i sjön.